# Kirche St. Peter im Katschtal

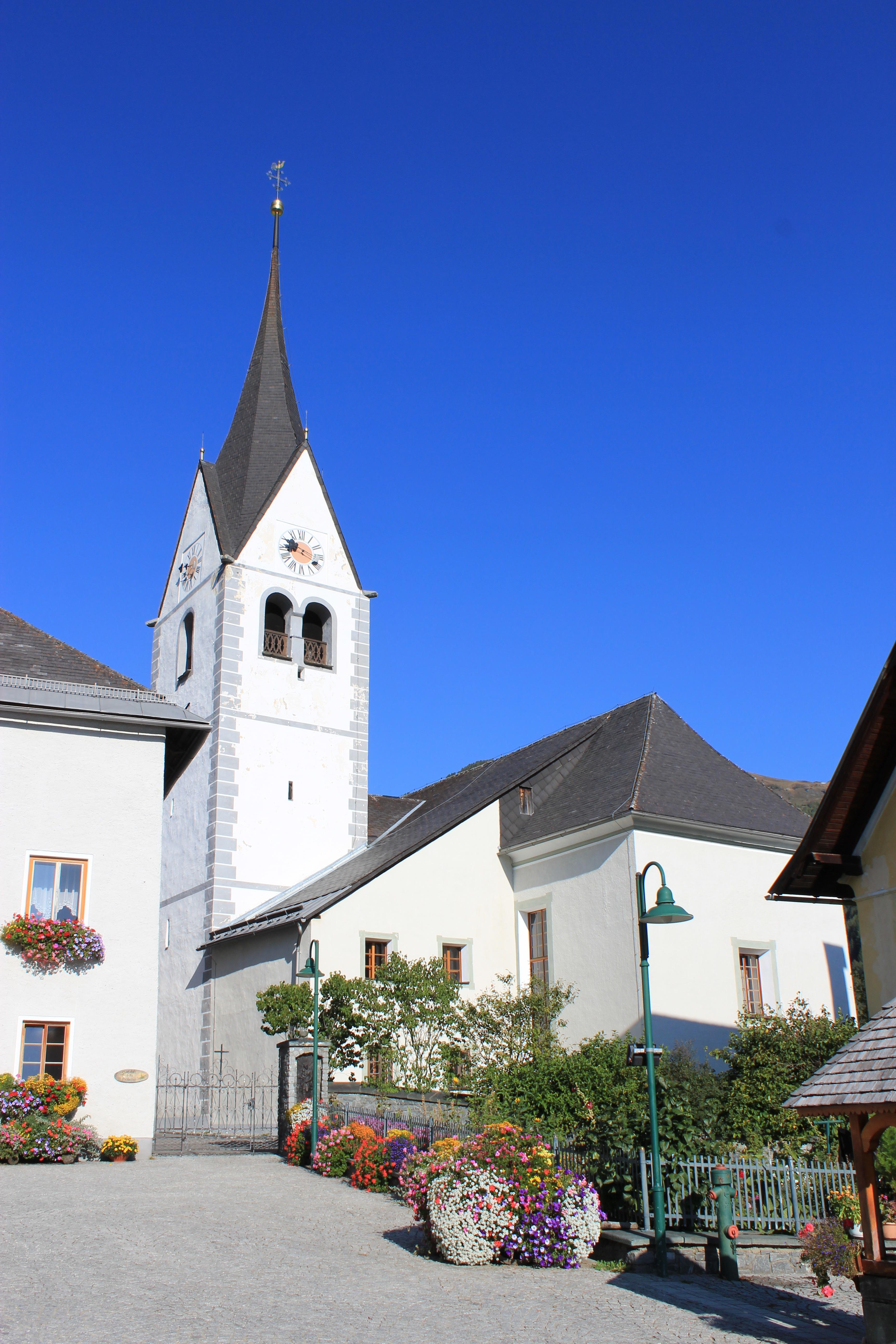
St. Peter im Katschtal

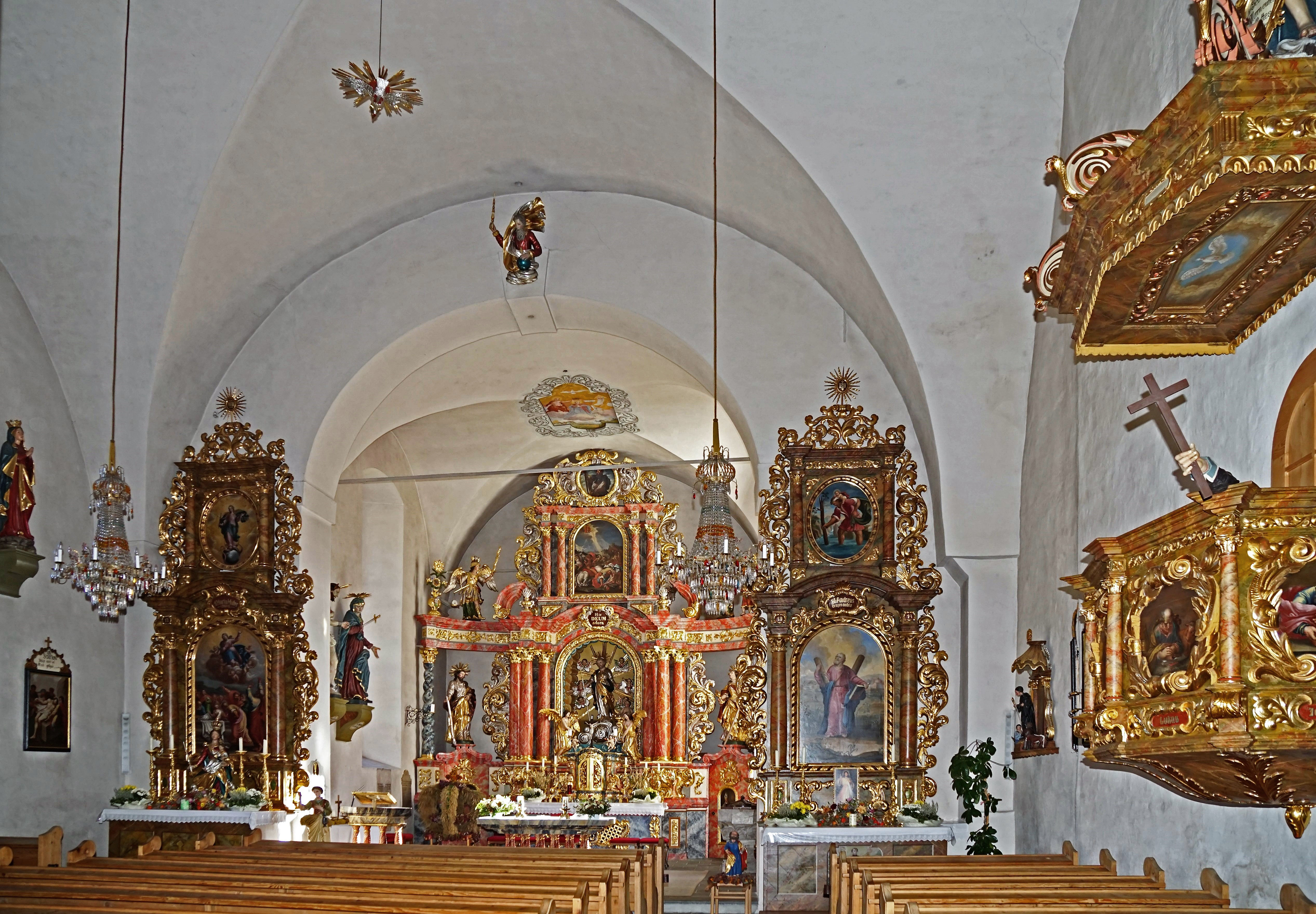
Innenansicht

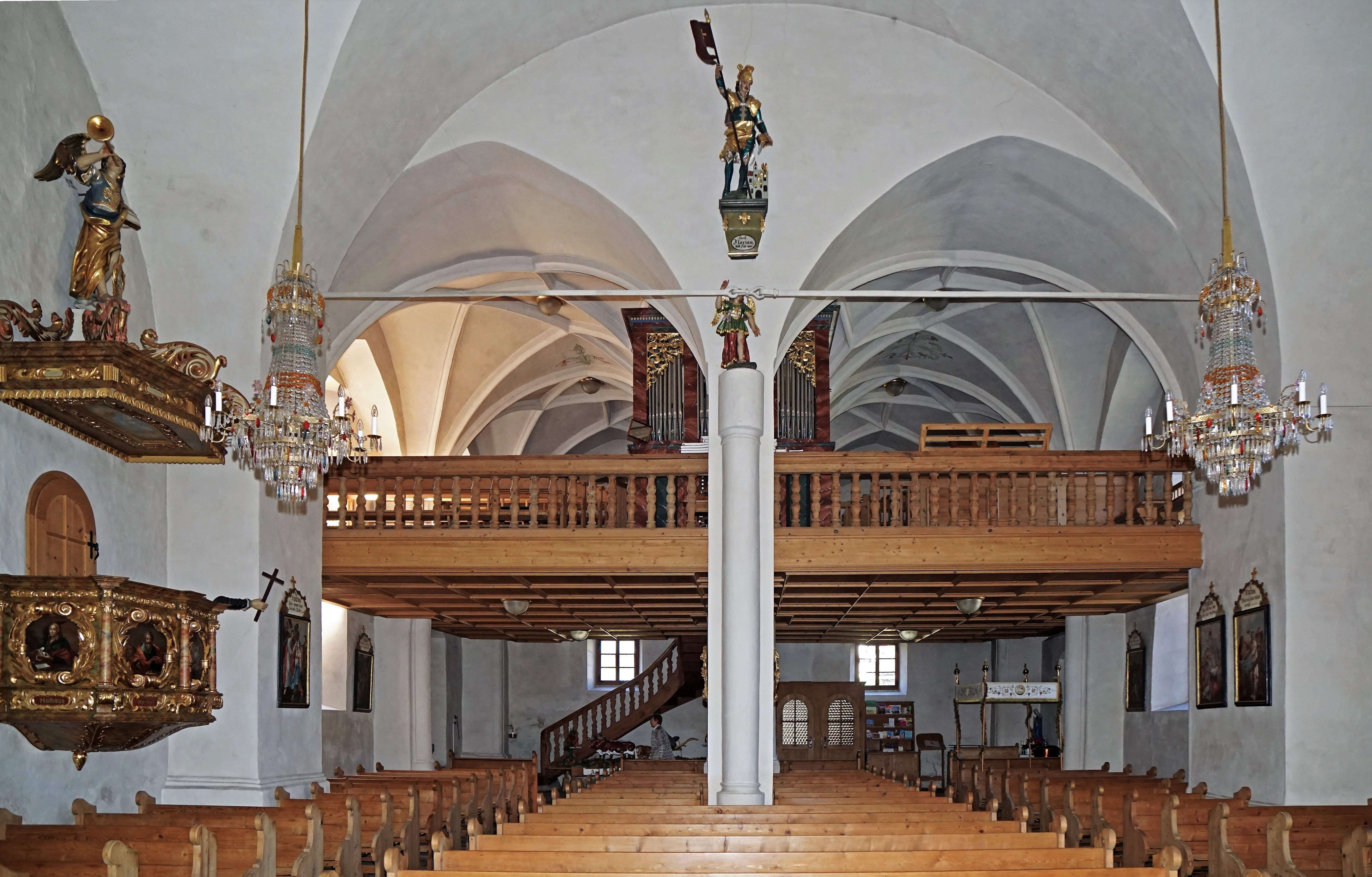
Innenansicht gegen Westen

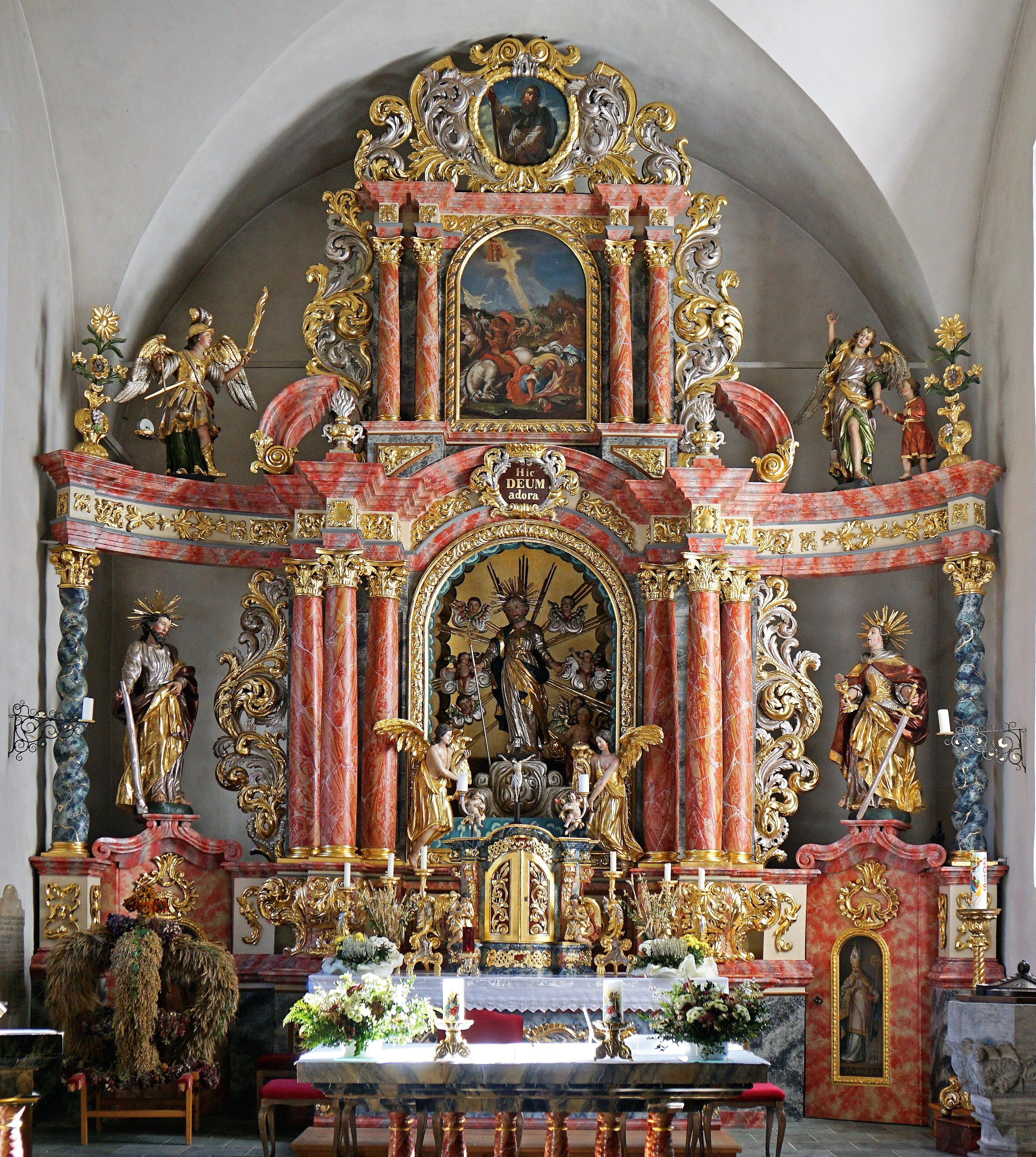
Der Hochaltar

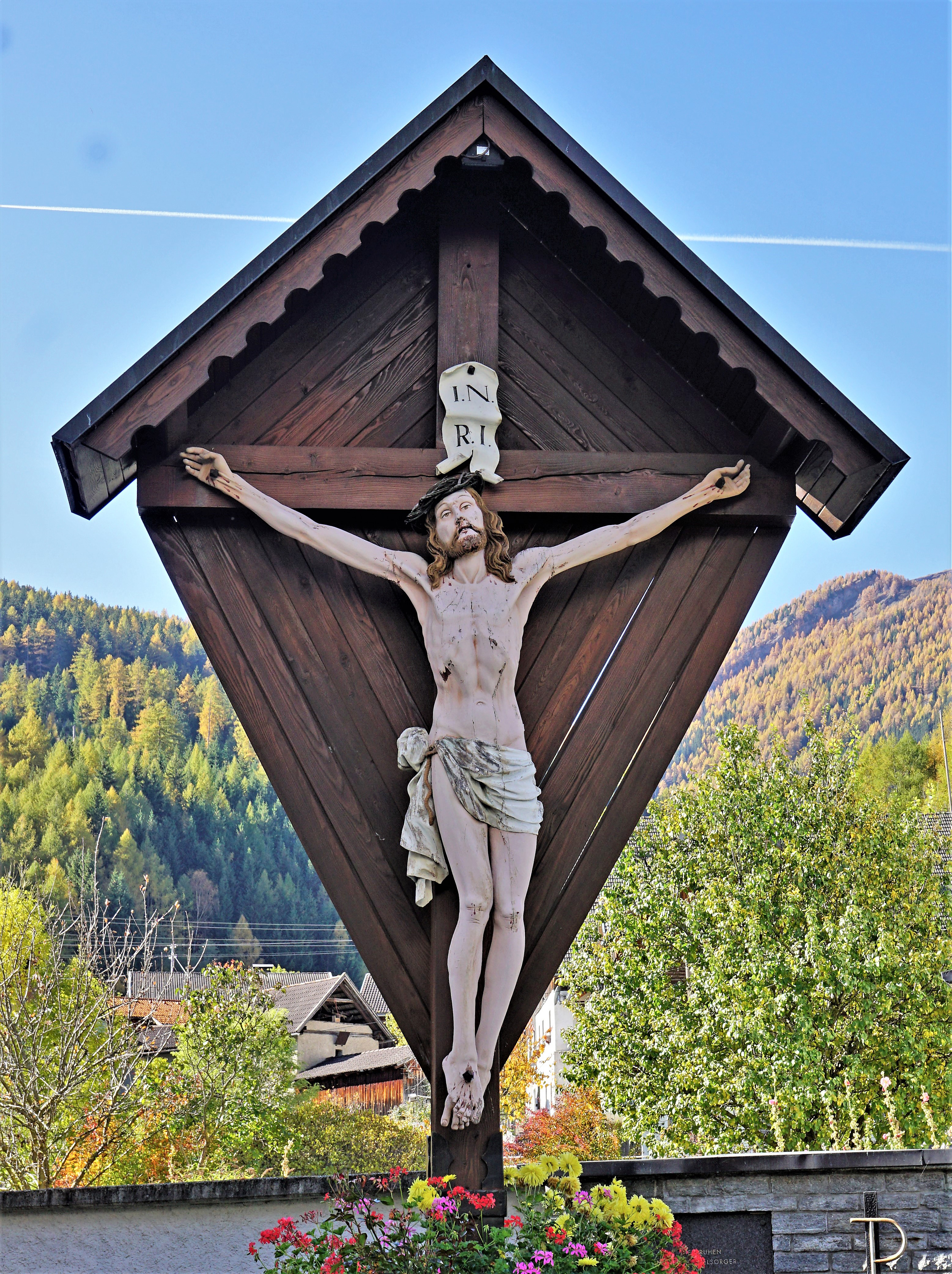
Friedhofskreuz

Die römisch-katholische Kirche St. Peter im Katschtal ist eine Pfarrkirche der Diözese Gurk-Klagenfurt in der Ortschaft St. Peter der Marktgemeinde Rennweg am Katschberg. Die Kirche mit Friedhof und Friedhofsmauer stehen unter Denkmalschutz (Listeneintrag).

## Geschichte
Die Kirche wurde erstmals 1351 urkundlich erwähnt. Sie ist vermutlich aus einer karolingischen Taufkapelle entstanden. Nach einem Brand im Jahr 1642 wurde der wesentliche Teil des heutigen Baues errichtet.

## Bauwerk
Die Kirche ist von einem Friedhof mit Mauer umgeben. Das blockhaft geschlossene Bauwerk ist einheitlich überdacht. Der Südturm mit Spitzhelm ist 35 m hoch. Der quadratische, dreischiffige Westteil des Langhauses mit zentralem Pfeiler und Hauptportal an der Südseite ist spätgotisch. Der rechteckige Ostteil des Langhauses und der schmalere Chor stammen aus dem 17. Jahrhundert.

## Ausstattung
Der barocke Hochaltar mit zweigeschoßiger Säulenarchitektur und Opfergangstüren entstand um 1700. Im Schrein steht die Figur des Apostels Petrus. Assistenzfiguren sind links der hl. Thaddäus, rechts die hl. Barbara. Das Gemälde des Obergeschoßes zeigt die Bekehrung des Apostels Paulus. Es wird flankiert links vom Erzengel Michael, rechts von einem Schutzengel mit Kind. Das Tondo des Aufsatzes zeigt ein Bild des hl. Jakobus. Auf den Opfergangstüren sind links der hl. Rupert, rechts der hl. Virgil dargestellt.
Das Blatt des barocken linken Seitenaltars von 1706 zeigt die Aufnahme Marias in den Himmel. Auf dem Medaillonbild des Obergeschoßes ist eine Maria immaculata dargestellt. Auf dem Altartisch steht eine barocke Figur einer Maria Königin mit Kind.
Das Blatt des ähnlich gestalteten rechten Seitenaltars zeigt den Apostel Andreas. Im Tondo darüber ist der hl. Christophorus zu sehen.
Die barocke Kanzel von 1707 ist vom Turm aus zu besteigen. Am Korb sind Bilder der Evangelisten zu sehen. Auf dem Schalldeckel steht ein posaunender Engel mit der Inschrift: „Haltet die Gebote des Herrn eures Gottes“.
Zur weiteren Einrichtung gehören ein spätgotischer Taufstein, mehrere Konsolfiguren, auch ein mit einem Rosenherz umrahmtes Kruzifix und Kreuzweggemälde.

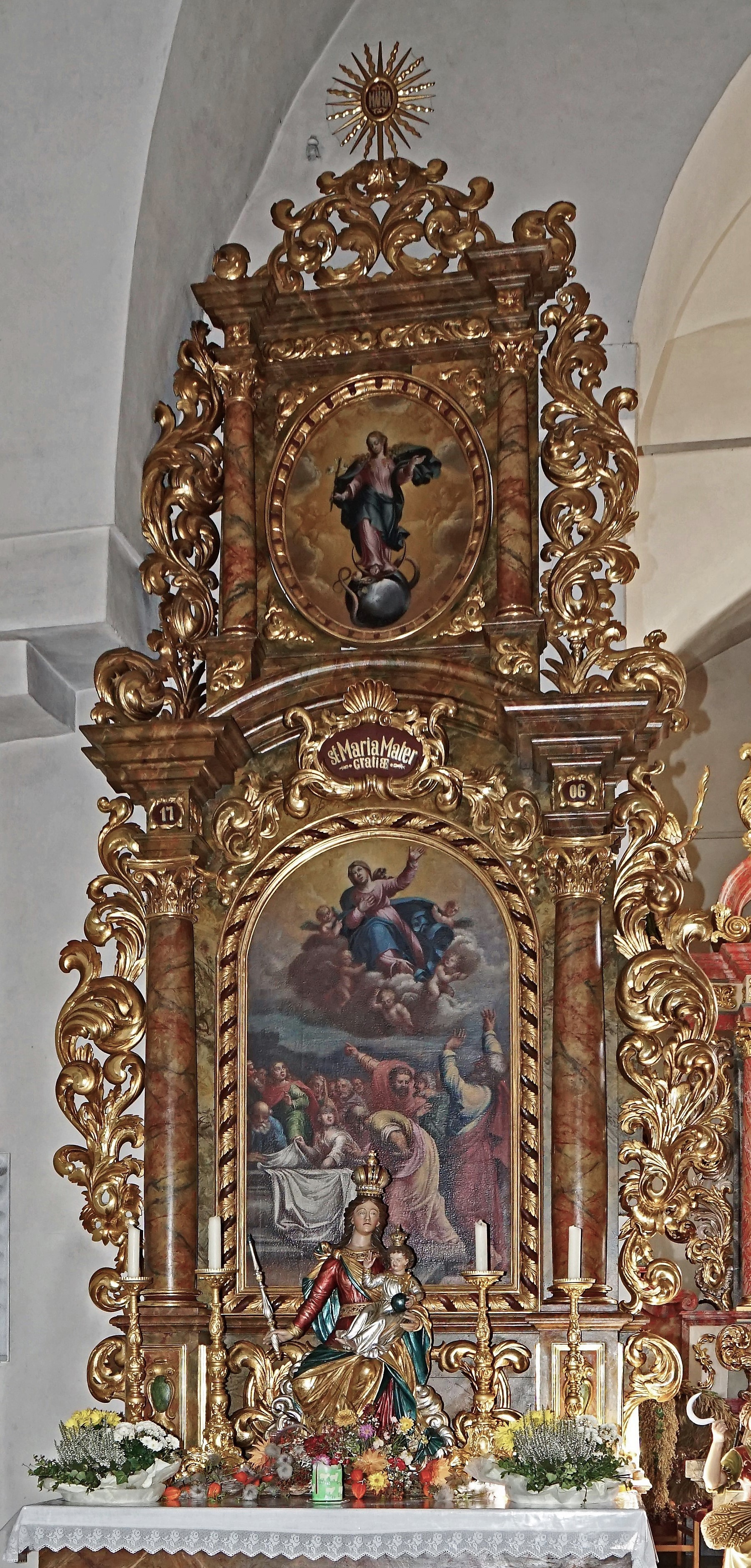
Linker Seitenaltar
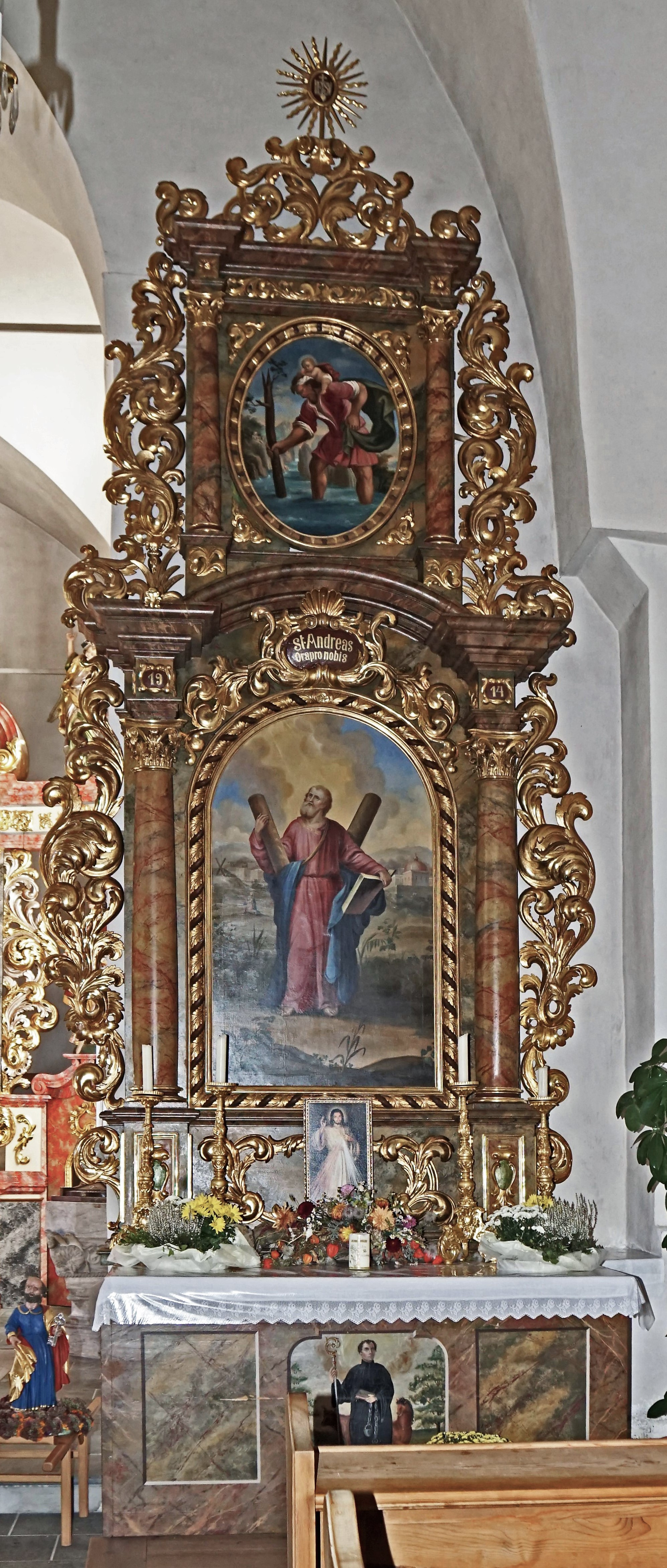
Rechter Seitenaltar
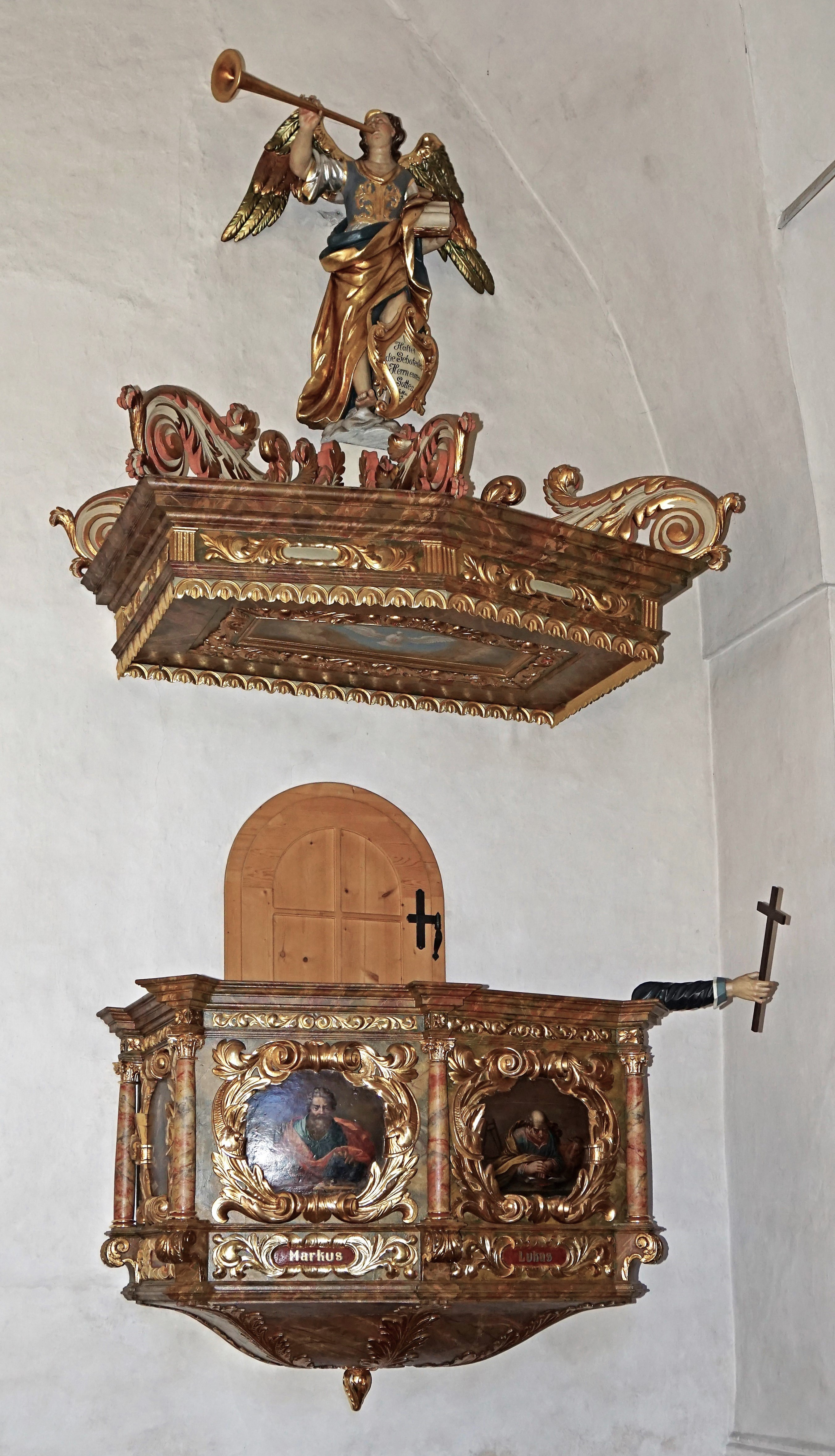
Die Kanzel
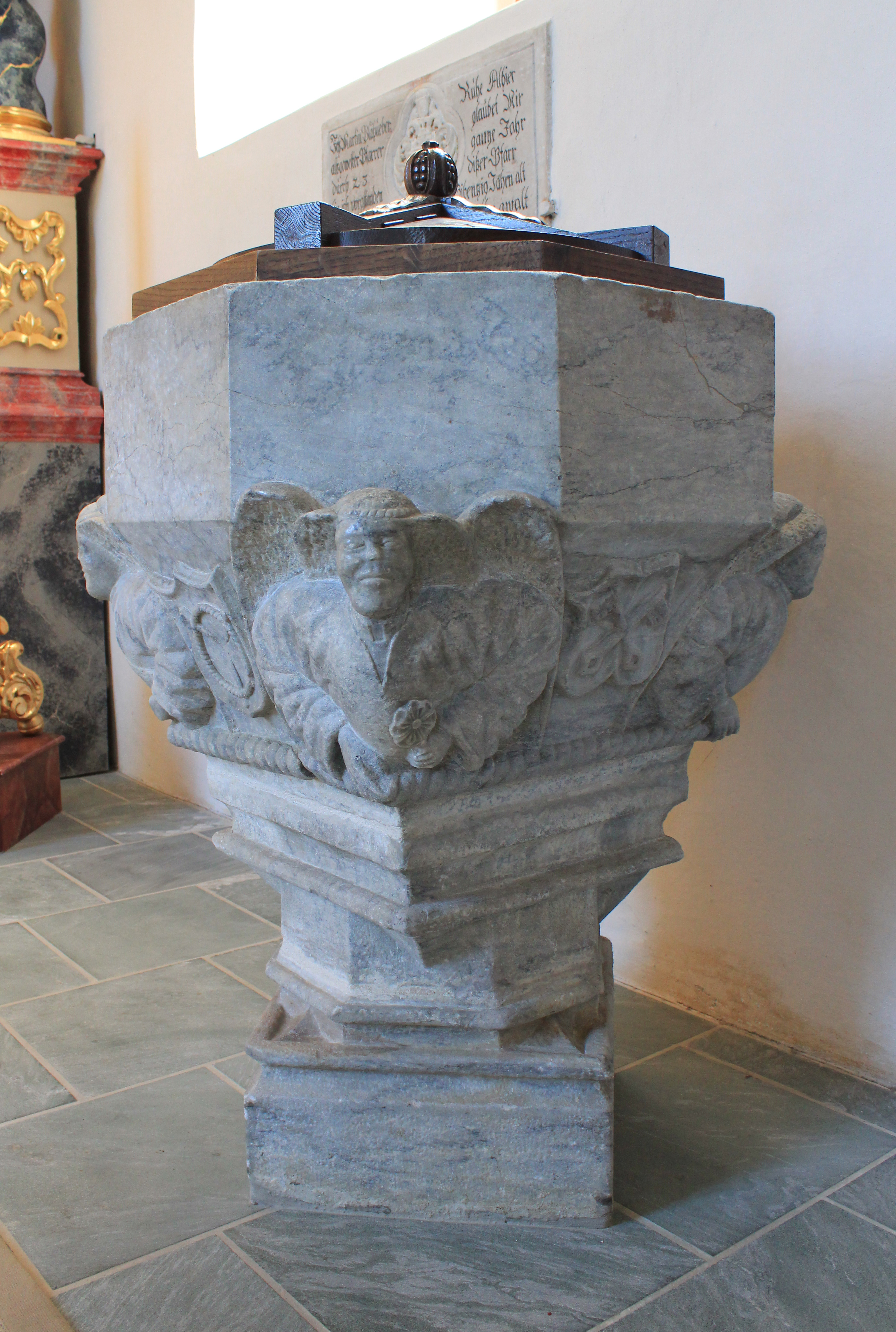
Taufstein
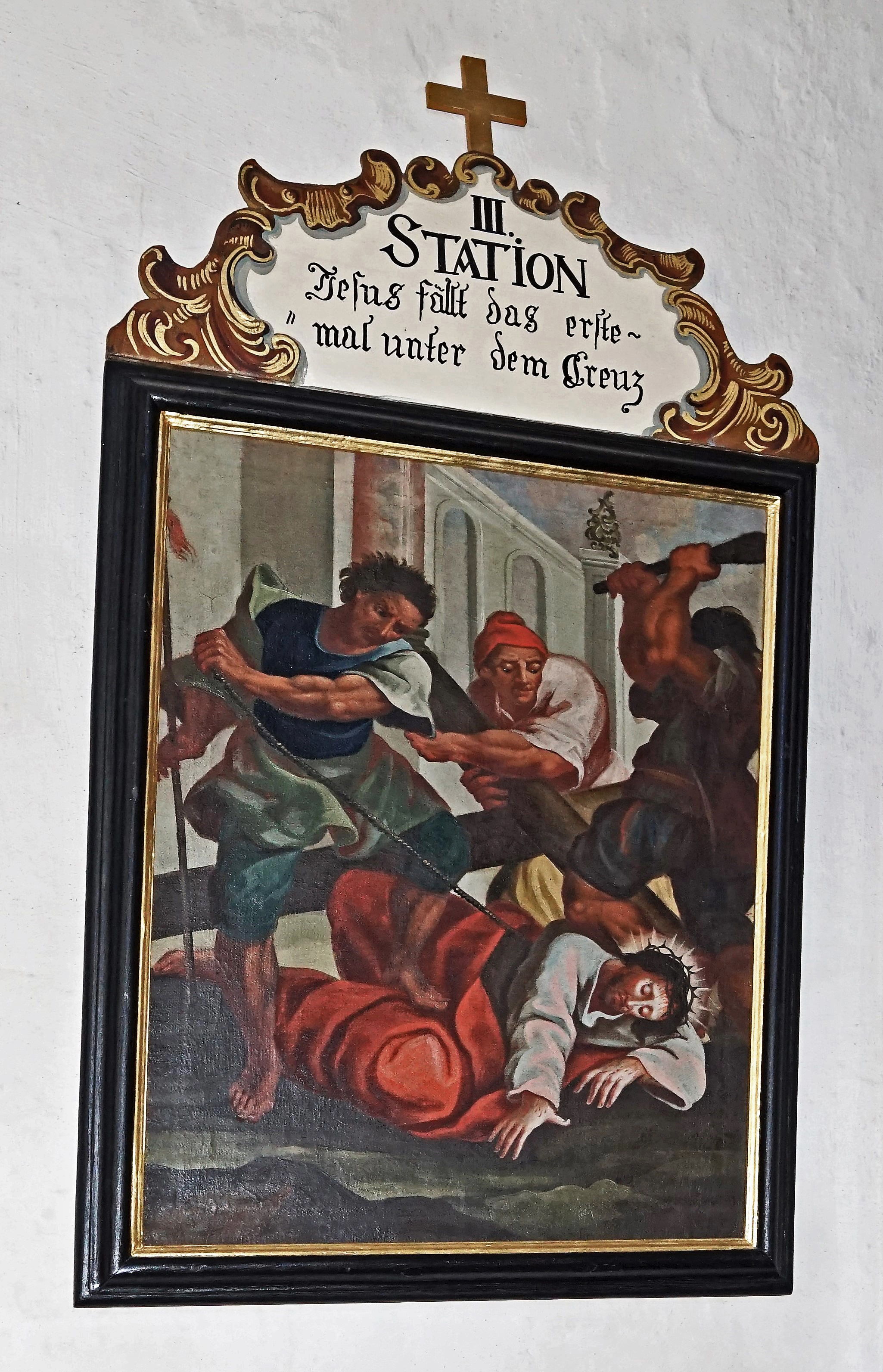
3. Station des Kreuzweges

### Orgel
Die barocke Gestaltung des Orgelkastens erfolgte 2004 im Zuge einer Kirchenrenovierung.

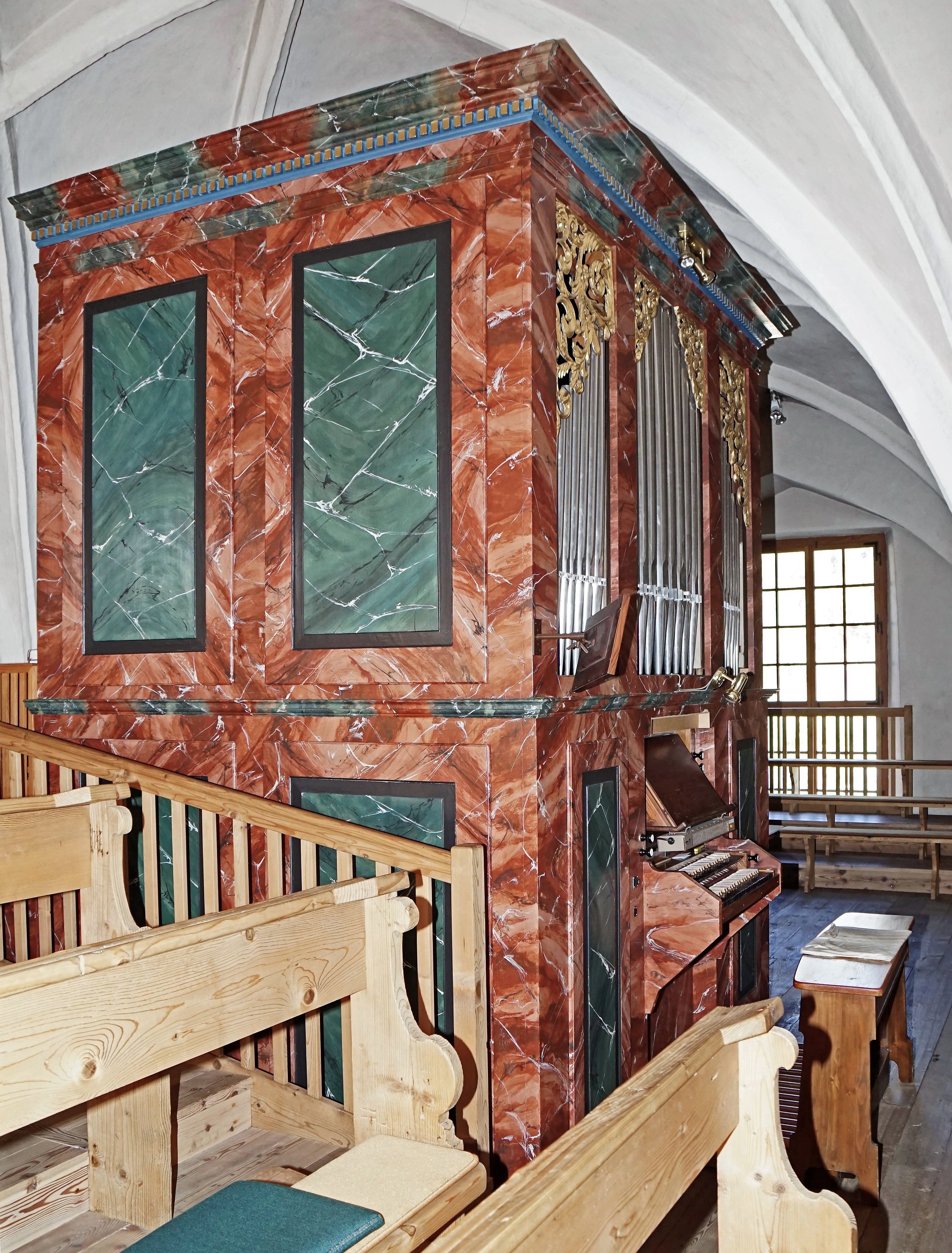
Die Orgel